# Ernest McCulloch
Ernest Armstrong McCulloch (* 27. April 1926 in Toronto; † 19. Januar 2011 in Washington, D.C.) war ein kanadischer Hämatologe und Professor an der University of Toronto.
McCulloch gilt als einer der Pioniere der Stammzellforschung. Er und James Till identifizierten gemeinsam die Stammzelle und legten damit die Grundlagen der Stammzellforschung und der Erforschung der Hämatopoese.

## Leben
McCulloch schloss 1948 sein Studium der Medizin an der University of Toronto mit Auszeichnung mit dem M.D. ab. Anschließend verbrachte er ein Forschungsjahr am Lister Institute of Preventive Medicine in London. Erste klinische Erfahrungen erwarb McCulloch zwischen 1949 und 1952 am Toronto General Hospital, anschließend arbeitete er am Sunnybrook Hospital in Toronto. 1954 wechselte McCulloch als clinical teacher an die Abteilung für Innere Medizin der University of Toronto. 1958 übernahm er die Leitung der Unterabteilung für Hämatologie am Ontario Cancer Institute in Toronto. In der Abteilung für Medizinische Biophysik übernahm er zunächst eine Juniorprofessur (Assistant Professor 1959, Associate Professor 1964), 1966 eine ordentliche Professur. 1970 wurde er Professor in der Inneren Medizin. 1982 wurde er emeritiert.
McCulloch war bis zuletzt in der Forschung am Ontario Cancer Institute tätig und beschäftigte sich mit dem Wachstum maligner blastärer Tumorzellen bei akuter myeloischer Leukämie.

## Auszeichnungen (Auswahl)
- 1969 Gairdner Foundation International Award[2]
- 1974 Mitgliedschaft in der Royal Society of Canada
- 1988 Officer of the Order of Canada[3]
- 1999 Mitgliedschaft in der Royal Society
- 2004 Aufnahme in die Canadian Medical Hall of Fame[4]
- 2005 Albert Lasker Award for Basic Medical Research (gemeinsam mit James Till)[5]
- 2005 Order of Ontario

Das Stem Cell Network, eine Vereinigung kanadischer Stammzellforscher, vergibt seit 2005 den Till and McCulloch Award für herausragende Forschungen auf dem Gebiet der Stammzellforschung.